# Флаг Советского (ХМАО)
Флаг муниципального образования городское поселение Сове́тский Советского района Ханты-Мансийского автономного округа — Югры Российской Федерации — опознавательно-правовой знак, служащий официальным символом муниципального образования.
Флаг утверждён 26 сентября 2006 года и внесён в Государственный геральдический регистр Российской Федерации с присвоением регистрационного номера 2709.

## Описание флага
«Прямоугольное полотнище с отношением ширины к длине 2:3, воспроизводящее композицию герба города Советский в синем, белом и чёрном цветах».

## Символика флага
Геральдическое описание герба гласит: «В лазоревом поле с серебряной завершённой зубцами в виде малых стропил и обременённой двумя сидящим обращёнными друг к другу чёрными с серебряными глазами бобрами оконечностью, три отвлечённые серебряные ели: средняя выше и обременена чёрной каплей, боковые выходят из-за средней».